# Heimatfront-Kommando

Logo des Heimatfront-Kommandos

Das Heimatfront-Kommando (hebräisch פִּקּוּד הָעֹרֶף Piqqūd haʿOref, deutsch ‚Kommando des Hinterlands‘, Plene פיקוד העורף) ist eines von vier Regionalkommandos der Israelischen Streitkräfte (Tzahal). Es wurde im Februar 1992 aufgestellt, um der ernsten Bedrohung durch den Zweiten Golfkrieg für die israelische Zivilbevölkerung durch Koordination aller zur Verfügung stehender Mittel adäquat zu begegnen.

## Auftrag
- Zentrale Führung und Koordination des israelischen Zivilverteidigung (HAGAH) und des Zivil- und Katastrophenschutzes
- zivile Luftrettung z. B. nach Verkehrsunfällen
- zivile SAR-Aufgaben z. B. bei Überschwemmungen oder Berg- und Höhlenrettung
- Combat Search and Rescue, also die Rettung isolierter Soldaten
- Bereitstellung von Schutzmitteln gegen ABC-Waffen

## Organisation

### Führung
Kommandeur ist Generalmajor (Aluf) Rafi Milo.

Struktur Heimatfront-Kommando

### Unterstellte Einheiten
- Such- und Rettungsschule (Bahad 16)
- "Schachar" Such- und Rettungsbataillon
- 669. Nationale Such- und Rettungseinheit

### Bezirke
- Unified Northern District (Vereinigte Bezirke Haifa und Nordbezirk)
- Gusch Dan
- Central District (Zentralbezirk)
- Bezirk Jerusalem
- Southern District (Südbezirk)

## Geschichte
Die Bedrohung für das eigene Territorium, zu dem Zeitpunkt hauptsächlich durch irakische Boden-Boden-Raketen des Typs Scud, wurde erstmals seit dem Krieg um Israels Unabhängigkeit als so gravierend eingeschätzt, dass man eine zentrale Kommandobehörde für erforderlich hielt, die den Heimatschutz gebündelt organisiert. 
Die drei Regionalkommandos unterstellten ihre entsprechenden Bereiche nun dem neuen Heimatfront-Kommando.
Das Civilian Defense’s Chief Officer Corps Command, das vorher die Aktivitäten der drei Regionalkommandos in diesem Bereich koordiniert hatte, gab ebenfalls seine Zuständigkeit an das neue Kommando ab. 
Seitdem gab es etliche Initiativen, diesen Verantwortungsbereich wieder einer zivilen Organisation zu übertragen, aber es gelang den militärischen Verantwortlichen den Status quo beizubehalten.

## 669.
Die Einheit wurde 1974 aufgestellt. Die ersten Angehörigen gehörten ursprünglich zur Fallschirmjägerbrigade, die seit 1972 CSAR-Aufgaben übernommen hatte. 
Die 669. übernimmt im zivilen Bereich Luftrettung und SAR-Aufgaben, welches man gleichzeitig als Training für CSAR-Einsätze ansieht. Sie wurde außerdem  bereits bei diversen Spezialoperationen genutzt. So bei dem Anschlag gegen ein Hotel in Mombasa oder der Operation Salomon, bei der jüdische Flüchtlinge aus dem äthiopisch-sudanesischen Grenzgebiet evakuiert wurden.
Anwärter werden direkt im Integrationszentrum ausgewählt und gelangen nach einem Auswahltest in eine 14-wöchige Grundausbildung, welche u. a. schon 50-km-Märsche mit Krankentragen enthält. Anschließend folgt ein weiterer 14-wöchiger Kurs, diesmal zur Ausbildung als "Combat-Medic". Nun gelangen die Anwärter zur 669. und durchlaufen innerhalb von 8 Wochen den Fallschirmspringerlehrgang sowie Kurse zu Taktik und Technik. Hieran schließt sich ein 40-wöchiges Training innerhalb der 669. an.
Das Ausbildungsniveau liegt auf dem von Kampfschwimmern oder Fernspähern und auch die medizinische Ausbildung ist intensiver als bei "normalen" Rettungssanitätern. Ein Einsatzteam setzt sich in der Regel aus einem Offizier, sechs Soldaten und einem Arzt zusammen. 
Als Rettungsmittel kommen verschiedene Hubschraubertypen (CH-53, Bell UH-1D, UH-60) in Frage. Der CH-53 transportiert dabei auch Gerätefahrzeuge um Rettungsmittel auch dann zum Einsatzort zu bringen, wenn, zum Beispiel in urbanem Gelände, keine Landemöglichkeit am Einsatzort besteht.